# 중대통
중대통(中大通)은 중국 양(梁) 무제(武帝)의 네 번째 연호이다. 529년 10월에서 534년까지 5년 3개월 동안 사용하였다.
같은 시기에 사용된 다른 연호로는 북위(北魏)에서 사용한 영안(永安 : 528년 ~ 530년), 건명(建明 : 530년 ~ 531년), 보태(普泰 : 531년 ~ 532년), 중흥(中興 : 531년 ~ 532년), 태창(泰昌 : 532년), 영흥(永興 : 532년), 영희(永熙 : 532년 ~ 534년), 동위(東魏)에서 사용한 천평(天平 : 534년 ~ 537년)이 있다.

## 개원
대통(大通) 3년 10월 1일(529년 11월 17일)에 중대통(中大通)으로 개원함.

## 연대대조표
| 중대통              | 원년           | 2년                 | 3년                                 | 4년                                                               | 5년        | 6년             |
| 서력                | 529년          | 530년               | 531년                               | 532년                                                             | 533년      | 534년           |
| 육십간지 (六十干支) | 기유(己酉)     | 경술(庚戌)          | 신해(辛亥)                          | 임자(壬子)                                                        | 계축(癸丑) | 갑인(甲寅)      |
| 북위 (北魏)         | 영안(永安) 2년 | 3년 건명(建明) 원년 | 2년 보태(普泰) 원년 중흥(中興) 원년 | 보태 2년 중흥 2년 태창(泰昌) 원년 영흥(永興) 원년 영희(永熙) 원년 | 2년        | 3년             |
| 동위 (東魏)         | -              | -                   | -                                   | -                                                                 | -          | 천평(天平) 원년 |

## 삭일(1일)
| 중대통 원년 (529년) | 1월             | 2월             | 3월             | 4월             | 5월             | 6월             | 윤6월           | 7월             | 8월             | 9월             | 10월            | 11월            | 12월            |
| ------------------- | --------------- | --------------- | --------------- | --------------- | --------------- | --------------- | --------------- | --------------- | --------------- | --------------- | --------------- | --------------- | --------------- |
| 삭일(음력)          | 계축일 (癸丑日) | 계미일 (癸未日) | 임자일 (壬子日) | 임오일 (壬午日) | 임자일 (壬子日) | 신사일 (辛巳日) | 신해일 (辛亥日) | 경진일 (庚辰日) | 경술일 (庚戌日) | 기묘일 (己卯日) | 기유일 (己酉日) | 무인일 (戊寅日) | 무신일 (戊申日) |
| 율리우스력          | 529년 1월 25일  | 2월 24일        | 3월 25일        | 4월 24일        | 5월 24일        | 6월 22일        | 7월 22일        | 8월 20일        | 9월 19일        | 10월 18일       | 11월 17일       | 12월 16일       | 530년 1월 15일  |
| 중대통 2년 (530년)  | 1월             | 2월             | 3월             | 4월             | 5월             | 6월             | 7월             | 8월             | 9월             | 10월            | 11월            | 12월            |                 |
| 삭일(음력)          | 정축일 (丁丑日) | 정미일 (丁未日) | 병자일 (丙子日) | 병오일 (丙午日) | 을해일 (乙亥日) | 을사일 (乙巳日) | 갑술일 (甲戌日) | 갑진일 (甲辰日) | 갑술일 (甲戌日) | 계묘일 (癸卯日) | 계유일 (癸酉日) | 임인일 (壬寅日) |                 |
| 율리우스력          | 530년 2월 13일  | 3월 15일        | 4월 13일        | 5월 13일        | 6월 11일        | 7월 11일        | 8월 9일         | 9월 8일         | 10월 8일        | 11월 6일        | 12월 6일        | 531년 1월 4일   |                 |
| 중대통 3년 (531년)  | 1월             | 2월             | 3월             | 4월             | 5월             | 6월             | 7월             | 8월             | 9월             | 10월            | 11월            | 12월            |                 |
| 삭일(음력)          | 임신일 (壬申日) | 신축일 (辛丑日) | 신미일 (辛未日) | 경자일 (庚子日) | 경오일 (庚午日) | 기해일 (己亥日) | 기사일 (己巳日) | 무술일 (戊戌日) | 무진일 (戊辰日) | 정유일 (丁酉日) | 정묘일 (丁卯日) | 병신일 (丙申日) |                 |
| 율리우스력          | 531년 2월 3일   | 3월 4일         | 4월 3일         | 5월 2일         | 6월 1일         | 6월 30일        | 7월 30일        | 8월 28일        | 9월 27일        | 10월 26일       | 11월 25일       | 12월 24일       |                 |
| 중대통 4년 (532년)  | 1월             | 2월             | 3월             | 윤3월           | 4월             | 5월             | 6월             | 7월             | 8월             | 9월             | 10월            | 11월            | 12월            |
| 삭일(음력)          | 병인일 (丙寅日) | 병신일 (丙申日) | 을축일 (乙丑日) | 을미일 (乙未日) | 갑자일 (甲子日) | 갑오일 (甲午日) | 계해일 (癸亥日) | 계사일 (癸巳日) | 임술일 (壬戌日) | 임진일 (壬辰日) | 신유일 (辛酉日) | 신묘일 (辛卯日) | 경신일 (庚申日) |
| 율리우스력          | 532년 1월 23일  | 2월 22일        | 3월 22일        | 4월 21일        | 5월 20일        | 6월 19일        | 7월 18일        | 8월 17일        | 9월 15일        | 10월 15일       | 11월 13일       | 12월 13일       | 533년 1월 11일  |
| 중대통 5년 (533년)  | 1월             | 2월             | 3월             | 4월             | 5월             | 6월             | 7월             | 8월             | 9월             | 10월            | 11월            | 12월            |                 |
| 삭일(음력)          | 경인일 (庚寅日) | 기미일 (己未日) | 기축일 (己丑日) | 기미일 (己未日) | 무자일 (戊子日) | 무오일 (戊午日) | 정해일 (丁亥日) | 정사일 (丁巳日) | 병술일 (丙戌日) | 병진일 (丙辰日) | 을유일 (乙酉日) | 을묘일 (乙卯日) |                 |
| 율리우스력          | 533년 2월 10일  | 3월 11일        | 4월 10일        | 5월 10일        | 6월 8일         | 7월 8일         | 8월 6일         | 9월 5일         | 10월 4일        | 11월 3일        | 12월 2일        | 534년 1월 1일   |                 |
| 중대통 6년 (534년)  | 1월             | 2월             | 3월             | 4월             | 5월             | 6월             | 7월             | 8월             | 9월             | 10월            | 11월            | 12월            | 윤12월          |
| 삭일(음력)          | 갑신일 (甲申日) | 갑인일 (甲寅日) | 계미일 (癸未日) | 계축일 (癸丑日) | 임오일 (壬午日) | 임자일 (壬子日) | 신사일 (辛巳日) | 신해일 (辛亥日) | 신사일 (辛巳日) | 경술일 (庚戌日) | 경진일 (庚辰日) | 기유일 (己酉日) | 기묘일 (己卯日) |
| 율리우스력          | 534년 1월 30일  | 3월 1일         | 3월 30일        | 4월 29일        | 5월 28일        | 6월 27일        | 7월 26일        | 8월 25일        | 9월 24일        | 10월 23일       | 11월 22일       | 12월 21일       | 535년 1월 20일  |

## 같이 보기
- 중국의 연호

| 이전 연호 대통(大通) | 중국의 연호 양(梁) | 다음 연호 대동(大同) |